# Seleção Gambiana de Futebol
A Seleção Gambiana de Futebol representa a Gâmbia nas competições de futebol da FIFA. Ela é filiada à FIFA, CAF e à WAFU.
Nunca se classificou para Copas do Mundo ou Copa Africana de Nações até 2021, quando se classificou pela primeira vez em sua história. Esteve muito próxima da classificação para a Copa de 2010, mas perdeu a vaga na próxima fase das Eliminatórias para a Argélia por apenas um ponto.

## História
O primeiro jogo da Seleção Gambiana (até então conhecida por Gâmbia Britânica) foi contra o Senegal, em dezembro de 1962. A partida terminou em 3 a 2 para os Escorpiões.
Seus resultados mais destacados foram obtidos na Copa Amílcar Cabral quando obteve três vicecampeonatos em 1981, 1985 e 2001. Nessa competição também obteve dois terceiros lugares em 1986 e 1993 e três quartos lugares em 1984, 1991 e 1997.

## Suspensão por falsificação de documentos
Em 3 de maio de 2014, a Confederação Africana de Futebol puniu a seleção da Gâmbia com uma suspensão válida por dois anos, depois que membros da associação de futebol local falsificaram documentos de atletas em um torneio de juniores realizado em abril.
No mesmo mês, o Comitê Organizador do Campeonato Africano de Sub-20 decidiu desclassificar a Gâmbia da competição, quando foi provado que cinco atletas do elenco tinham mais de 20 anos. Com a punição, os "Escorpiões" foram automaticamente desclassificados das eliminatórias para a Copa Africana de Nações de 2015, realizada no Marrocos.

## Estreia na Copa Africana de Nações
Em 2021, a Seleção Gambiana conquistou pela primeira vez uma vaga na Copa Africana de Nações ao terminar como vice-líder do Grupo D das eliminatórias, empatada em pontos com o Gabão (ficando atrás pelo saldo de gols), deixando República Democrática do Congo e Angola de fora do torneio.
Na competição a equipe terminou eliminada nas quartas de final pela seleção de Camarões.

## Desempenho em Copas
- 1930 a 1962: Era parte do Reino Unido.
- 1966: Não era filiada à CAF.
- 1970 a 1978:  Não se inscreveu.
- 1982 a 1986: Não se classificou.
- 1990: Não se inscreveu.
- 1994: Desistiu.
- 1998 a 2022: Não se classificou.

## Desempenho em CAN's
- 1957 a 1963: Era parte do Reino Unido.
- 1965: Não era filiada à CAF.
- 1968 a 1974: Não se inscreveu.
- 1976: Não se classificou.
- 1978: Não se inscreveu.
- 1980 a 1988: Não se classificou.
- 1990: Desistiu.
- 1994: Não se inscreveu.
- 1996: Desistiu durante as eliminatórias.
- 1998: Banida pela desistência em 1996.
- 2000: Desistiu.
- 2002 a 2013: Não se classificou.
- 2015: Banida pelo uso de jogadores com mais de 20 anos na Copa Africana Sub-20.
- 2017 a 2019: Não se classificou.
- 2021: Quartas de final.

## Campanhas de destaque
- Copa Africana de Nações
  - Quartas de final - 2021
- Copa Amílcar Cabral
  - 2º lugar - 1981, 1985, 2001
  - 3º lugar - 1986, 1993
  - 4º lugar - 1984, 1991, 1997

## Recordes
| Pos. | Jogador            | Partidas | Gols | Carreira na seleção |
| ---- | ------------------ | -------- | ---- | ------------------- |
| 1    | Pa Modou Jagne     | 38       | 2    | 2006–               |
| 2    | Ebrima Sohna       | 37       | 3    | 2007–               |
| 3    | Abdou Jammeh       | 33       | 2    | 2006–2015           |
| 4    | Mustapha Jarju     | 26       | 5    | 2006–2013           |
| 4    | Modou Jobe         | 26       | 0    | 2007–               |
| 6    | Omar Colley        | 25       | 0    | 2012–               |
| 7    | Bubacarr Sanneh    | 24       | 1    | 2012–               |
| 7    | Ebrima Ebou Sillah | 24       | 3    | 1996–2008           |
| 9    | Sulayman Marreh    | 20       | 1    | 2011–               |
| 9    | Mamadou Danso      | 20       | 3    | 2011–               |
| 9    | Tijan Jaiteh       | 20       | 1    | 2008–2018           |

| Pos. | Jogador            | Gols | Partidas | Média por jogo | Em atividade |
| ---- | ------------------ | ---- | -------- | -------------- | ------------ |
| 1    | Assan Ceesay       | 7    | 16       | 0.44           | 2013–        |
| 2    | Momoudou Ceesay    | 6    | 16       | 0.38           | 2010–2015    |
| 3    | Omar Samba         | 5    | 11       | 0.45           | 1995–2002    |
| 3    | Jatto Ceesay       | 5    | 17       | 0.29           | 1994–2007    |
| 3    | Mustapha Jarju     | 5    | 26       | 0.19           | 2006–2013    |
| 6    | Samuel Kargbo      | 3    | 9        | 0.33           | 1994–1996    |
| 6    | Bubacarr Jobe      | 3    | 11       | 0.27           | 2018–        |
| 6    | Njogu Demba-Nyrén  | 3    | 15       | 0.2            | 2006–2011    |
| 6    | Edrissa Sonko      | 3    | 16       | 0.19           | 1996–2008    |
| 6    | Aziz Corr Nyang    | 3    | 17       | 0.18           | 2002–2011    |
| 6    | Mamadou Danso      | 3    | 20       | 0.15           | 2011–        |
| 6    | Ebrima Ebou Sillah | 3    | 24       | 0.13           | 1996–2008    |
| 6    | Ebrima Sohna       | 3    | 37       | 0.08           | 2007–        |

## Treinadores
| - Jallow Kabba (1980) - Hans Heiniger (1987–1992) - Sang Ndong (1994–2003) - Antoine Hey (2006–2007) - José Martínez (2007–2008) - Paul Put (2008–2011) | - Peter Bonu Johnson (2011–2012) - Luciano Mancini (2012–2013) - Peter Bonu Johnson (2013–2015) - Raoul Savoy (2015) - Sang Ndong (2016–2018) - Tom Saintfiet (2018–) |